# Protestantyzm w Etiopii
Protestantyzm w Etiopii – znany jest jako pentay, słowo w języku amharskim oznaczające zielonoświątkowców, chociaż zielonoświątkowcy stanowią mniejszość protestancką w Etiopii.
Według magazynu Christianity Today (wrzesień 2011, str. 18) protestanci stanowią 20% ludności Etiopii (17 milionów).
Większość protestantów żyje w Regionie Narodów, Narodowości i Ludów Południa, oraz w Oromia. Protestancka mniejszość rośnie o około 6,7% rocznie.
Największymi kościołami protestanckimi w Etiopii są: Kale Heywet (6,7 miliona), Etiopski Kościół Ewangelicki Mekane Yesus (5,9 miliona), Kościoły zielonoświątkowe (ponad 3 miliony), Kościół Adwentystów Dnia Siódmego (170 tysięcy), mennonici, baptyści i Kościół Chrystusowy.
Protestanccy wierzący i ich kościoły są celem różnorakich ataków i prześladowań, ze strony kościoła prawosławnego. Islamski fundamentalizm jest kolejnym źródłem prześladowań. Muzułmanie czują się niepewnie, gdy widzą, jak kościoły protestanckie ewangelizują ich współwyznawców i chcą powstrzymać takie działania. Członkowie Kościoła w jednym z miast w stanie Oromia donoszą, że nie mogą już spotykać się w miejscach publicznych (miało tam miejsce wiele islamskich ataków).

## Historia
Początki ewangelikalnego protestantyzmu datuje się od przybycia dwóch protestanckich misjonarzy, obu sponsorowanych przez Church Mission Society (CMS): Samuel Gobat ze Szwajcarii (1799–1879, później będący anglikańskim biskupem Jerozolimy) i Christian Kügler z Niemiec (1801–1830). Cesarz Haile Selassie, ostatni monarcha Etiopii, wydał królewskie zezwolenie na ewangelikalną działalność misyjną na obszarach kraju, które nie były tradycyjnie zdominowane przez Etiopski Kościół Ortodoksyjny. W rezultacie dwa największe kościoły ewangeliczne to Etiopski Kościół Ewangelicki Mekane Yesus (EECMY), zakorzeniony w misjach: luterańskiej i prezbiteriańskiej, oraz kościół Kale Heywet (Słowo życia) (EKHC). EECMY założony jako kościół narodowy w 1959 roku, do końca 2009 roku rozrósł się do 5,3 miliona członków w 6644 założonych zborach, głównie w regionie Oromia.
W latach 1974–1991 kraj był pod silnym reżimem marksistowskim. W tym okresie etiopski ewangelikalizm ograniczał się do bycia ruchem podziemnym, ale mimo to doświadczył gwałtownego wzrostu. Obejmując 20% populacji jest jednym z najszybciej rozwijających się ruchów na świecie.